# Nichtwohngebäude
Ein Nichtwohngebäude ist ein Gebäude, das zu mehr als der Hälfte der Nutzfläche nicht Wohnzwecken dient.

## Der Begriff
Der Begriff Nichtwohngebäude (NWG) findet sich:
- in zahlreichen Statistiken. Demnach sind Nichtwohngebäude Gebäude, in denen mehr als die Hälfte der Gesamtnutzfläche Nichtwohnzwecken dient. Die Nutzfläche ist in der DIN 277 definiert.[1]
- im Gebäudeenergiegesetz (GEG). Hier ist es definiert als Gebäude, das nach seiner Zweckbestimmung nicht überwiegend dem Wohnen dient. Auch Wohn-, Alten- und Pflegeheime gelten nach Definition des GEG als Wohngebäude.
- in der Bundesförderung für effiziente Gebäude (BEG).
- im auf dem GEG basierenden Energieausweis, der den Energiebedarf dieser Gebäude beschreibt.
- in einigen Teams von Energieberatungen und Energieagenturen zur Unterscheidung der Zuständigkeiten.
- in den Beratungsberechtigungen von Energieberatenden, die Qualifikationen nur für Wohngebäude oder auch von Nichtwohngebäuden aufweisen.
- in Normen der Versorgungstechnik, die zwischen Wohn- und Nichtwohngebäuden unterscheiden. Z.B. DIN EN 16798-3 - Energetische Bewertung von Gebäuden – Lüftung von Gebäuden – Teil 3: Lüftung von Nichtwohngebäuden.

## Beispiele
Im Normalfall zählen zu Nichtwohngebäuden:
- Amtshäuser, Gemeindeämter, Gerichtsgebäude bis Ministerien
- Betriebsgebäude: Bäckereien, Fabrikshallen und Werkstättengebäude, landwirtschaftliche Betriebe
- Bildungsinstitute (von Kindergärten, Schulen, über Fach- und Volkshochschulen bis Universitäten)
- Büro-, Handels- und Verwaltungsgebäude
- Einkaufszentren, Geschäfte, Kioske, Supermärkte und Warenhäuser
- Gaststätten, Hotels, Kaffeehäuser und Konditoreien, Pubs, Restaurants, Sanatorien
- Gebäude der Freizeitindustrie und der Unterhaltungsbranche z. B. Ausstellergebäude, Fitnessstudios, Hallenbäder, Kinos, Museen, Musikerheime, Opernhäuser, Sporthallen, Theater
- Gebäude mit spezieller Widmung (Aussichtstürme, Radarstationen, Sendemasten …)
- Infrastrukturgebäude (Bahnhöfe und Haltestellen, Brücken, Bunker, Feuerwehr- und Rettungszentralen, Gebäude der Abfall-, Energie- und Wasserwirtschaft, Parkhäuser)
- Kirchen, Kapellen- und sonstige sakrale Gebäude, sowie Denkmäler, Friedhofshallen und Krematorien

Aber auch Gebäude mit vielen Bewohnern wie Erholungsheime, Internate, Justizvollzugsanstalten, Krankenhäuser oder Pflegeheime zählen dazu.